# 竹中昭
竹中 昭（たけなか あきら、1951年10月23日 - ）は、鳥取県出身の元プロ野球選手（投手）。

## 来歴・人物
鳥取県立由良育英高等学校では、1学年下で後に巨人に入団した小林繁と共に、山陰では騒がれた投手であった。
1969年のプロ野球ドラフト会議において、広島東洋カープから9位で指名され入団。
カーブのブレーキが鋭い投手であったが、性格的に大人しく、一軍公式戦に出場することなく退団した。

## 詳細情報

### 年度別投手成績
- 一軍公式戦出場なし

### 背番号
- 42 （1970年 - 1972年）
- 48 （1973年）